# Жужубі
Жужубі, ім'я при народженні Ерлайн Інтират (21 червня 1984, Лоуелл, Массачусетс) — американська дрег-квін та зірка реаліті-шоу. Родом з Лоуелла, Массачусетс. Краще відома за участю в другому сезоні RuPaul's Drag Race та RuPaul's Drag Race: All Stars.

## Раннє життя
Інтират виріс у Бостоні, виступаючи в місцевих нічних гей-клубах. Його мати-драг — виконавиця з Бостона Карісма Женева-Джексон Тей.

## Кар'єра

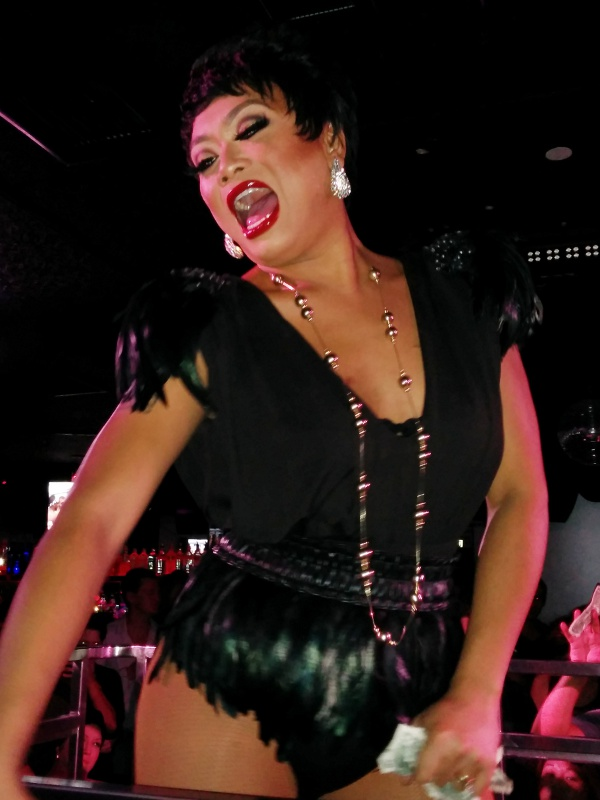
Жужубі у 2014 році

Жужубі з'явився у другому сезоні Drag Race RuPaul, коли йому було 25 років, фінішувавши на третьому місці з дванадцяти. Жужубі та учасники сезону — Тірою Санчес, Равеною, Pandora Boxx і Морган Макмайклс — виступали професорами на RuPaul's Drag U, спін-оффі Drag Race, прем'єра якого відбулася в червні 2010 року на каналі Logo. Вона зробила принаймні один виступ у кожному з трьох сезонів Drag U. Вона також була висунута на премію NewNowNext у 2010 році в номінації «Найбільш захоплива зірка реаліті-шоу».
6 серпня 2012 року було оголошено, що Жужубі була одним із дванадцяти учасників змагань із Drag Race, вибраних для участі у першому складі RuPaul Drag Race All Stars, прем'єра якого відбулася на каналі Logo 22 жовтня 2012 року. У «Разом з Raven» вони створили команду Team Rujubee. Дуету вдалося пройти до фіналу, де вони посіли третє та четверте місця разом з Шанель.
У 2014 році в мобільному додатку «Drag Race: Dragopolis 2.0» з'явилася анімована версія Жужубі. Був учасником у серії рекламних оголошень за підтримки Gilead для підвищення обізнаності щодо ВІЛ/СНІДу.
Вона та Raven з'явились як гості на «Snatch Game» під час другого сезону Drag Race All Stars RuPaul, та спеціальним гостем в мінігрі на першій серії десятого сезону.
Знялася в музичному відео на пісню РуПола «Jealous of My Boogie» та в відеокліпі на пісню «Queen» у виконанні гурту Xelle та Мімі Імфурст ще однієї учасниці RuPaul's Drag Race.

### 2019—2020:Dragnificentта RuPaul's Drag Race All Stars 5 сезон
Разом з Бібі Захарою Бенет, Торгі Тор та Алексіс Мішель знялася в шоу Drag Me Down the Aisle на каналі TLC, прем'єра якого відбулася 9 березня 2019 року.
У 2020 році з'явилася в серіалі від Netflix «Ейджей і Королева» з РуПолом у головній ролі як учасниця конкурсу Лі Сент Лі. 8 травня 2020 року Жужубі було оголошено однією з десяти учасників Drag Race, обраних для участі в п'ятому сезоні Drag Race All Stars, прем'єра якого відбулася на VH1 5 червня 2020 року.

## Дискографія
За співучастю
| Назва                           | Рік  | Альбом             |
| ------------------------------- | ---- | ------------------ |
| «Santa Claus Is Coming to Town» | 2018 | Christmas Queens 4 |

## Фільмографія

### Телебачення
| Рік        | Назва                                  | У ролі     | Прим.                   |       |
| ---------- | -------------------------------------- | ---------- | ----------------------- | ----- |
| 2010       | RuPaul's Drag Race (2 сезон)           | Себе       | Зайняла 3-е місце       | [ 1 ] |
| 2010, 2012 | RuPaul's Drag Race: Untucked           | Себе       | Учасник                 | [ 1 ] |
| 2010-2012  | RuPaul's Drag U                        | Себе       | Дрег-професор           | [ 2 ] |
| 2012       | RuPaul's Drag Race All Stars (1 сезон) | Себе       | Зайняла (3-е/4-е місце) | [ 3 ] |
| 2019       | Drag Me Down the Aisle                 | Себе       | Дрег-наставник          | [ 4 ] |
| 2020       | AJ and the Queen                       | Лі Сент Лі | Епізод: «Даллас»        | [ 5 ] |
| 2020       | RuPaul's Drag Race All Stars           | Себе       | Учасниця                | [ 6 ] |

### Музичні відеокліпи
| Рік  | Назва        | Виконавець     |
| ---- | ------------ | -------------- |
| 2012 | Queen        | Xelle          |
| 2018 | Call My Life | Блер Сент-Клер |

### Веб серіали
| Рік  | Назва                 | У ролі      | Прим.                                       | Ref.   |
| ---- | --------------------- | ----------- | ------------------------------------------- | ------ |
| 2014 | Fashion Photo Ruview  | Себе        | Запрошений ведучий                          | [ 7 ]  |
| 2015 | Drag Queens React     | Себе        | Епізод: «Drag Queens Reading Mean Comments» | [ 8 ]  |
| 2017 | Bestie$ for Ca$h      | Себе        | Гість, разом з Raven                        | [ 9 ]  |
| 2017 | The Pandora Boxx Show | Себе        | Гість, разом з Жасмін Мастерс               | [ 10 ] |
| 2019 | Holiday Showdown      | Себе        |                                             |        |
| 2020 | Love Hotline          | Спів-ведуча | [ 11 ]                                      |        |
| 2020 | The Pit Stop          | Гість       | [ 12 ]                                      |        |